# Медзани
Медзани (слч. Medzany) насељено је мјесто са административним статусом сеоске општине (слч. obec) у округу Прешов, у Прешовском крају, Словачка Република.

## Становништво
| Година:    | 1994. | 2004. | 2014.    | 2024.    |
| ---------- | ----- | ----- | -------- | -------- |
| Број људи: | 525   | 609   | 815      | 1095     |
| Разлика:   |       | +16 % | +33,82 % | +34,35 % |

| Година:    | 2023. | 2024.   |
| ---------- | ----- | ------- |
| Број људи: | 1065  | 1095    |
| Разлика:   |       | +2,81 % |

Према подацима о броју становника из 2024. године насеље је имало 1095 становника.